# Morunasaurus groi
Espèce
Statut de conservation UICN

 EN B2ab(ii,iii) : En danger
Morunasaurus groi est une espèce de sauriens de la famille des Hoplocercidae.

## Répartition et habitat
Cette espèce se rencontre au Panama et en Antioquia en Colombie. Elle vit dans la forêt tropicale humide de pré-montagne.

## Étymologie
Cette espèce est nommée en l'honneur du Seigneur Gro dans le roman The Worm Ouroboros.

## Publication originale
- Dunn, 1933 : Amphibians and reptiles from El Valle de Anton, Panama. Occasional Papers of the Boston Society of Natural History, vol. 8, p. 65–79 (texte intégral).